# Razonamiento aproximado
El razonamiento aproximado es una capacidad del razonamiento humano por la cual es capaz de obtener conclusiones útiles a partir de información incompleta o con cierto grado de incertidumbre. La lógica tradicional se fundamenta en los métodos de razonamiento deductivo en los que no se contempla que tanto la información de entrada como las propias reglas puedan no ser ciertas con carácter absoluto. Tampoco es capaz de tratar información vaga o imprecisa. Dentro del área de la inteligencia artificial, se han desarrollado modelos teóricos que simulan la capacidad humana para realizar razonamiento aproximado. Entre los más conocidos están la lógica difusa y los métodos bayesianos.